# 船尾座QW
船尾座QW，又名CD-46 2977，HD 55892、SAO 218537、HR 2740，是船尾座的一颗恒星，视星等为4.49，位于銀經257.72，銀緯-16.02，其B1900.0坐标为赤經7h 9m 42.5s，赤緯-46° -16.02′ 32″。